# Pasiphila dryas
Pasiphila dryas là một loài bướm đêm trong họ Geometridae.